# Masticha

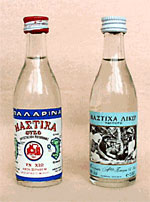

Masticha (Grieks: μαστίχα; mastícha, Bulgaars: мастика; mastika, Macedonisch: мастика; mastika) is een destillaat, gearomatiseerd met de hars van de mastiekboom (Pistacia lentiscus var. chia) die behoort tot dezelfde familie als de mango en de pistache. Vrijwel de gehele productie van masticha komt van het Griekse eiland Chios. De alcoholische basis van masticha wordt geleverd door vergisten van de met water aangelengde druivenkoek die achterblijft nadat druiven zijn uitgeperst. Van het sap, de most, wordt wijn gemaakt, het extract van de koek is alleen geschikt om na vergisting te destilleren. Het vergiste troebele sap destilleert men en er ontstaat na meerdere malen destilleren een helder, tamelijk neutraal product met veel alcohol.

## Winning en toevoegen van mastiek
De mastiekbomen volgens een systeem ingekerfd dat zich door de ervaring heeft bewezen; er scheiden zich daardoor 'tranen' van mastiekhars af. Deze worden verzameld, twee weken gedroogd en daarna gewassen en gezuiverd van ongerechtigheden. Een volgens recept bepaalde hoeveelheid hars wordt nu aan het destillaat toegevoegd en na enige rijping worden flessen afgevuld. Een zeer bekend merk is Apalarinas, onder de titel 'masticha ouzo' met een sterkte van 39% en zeer zuivere droge smaak.

## Zoete variant
Er bestaat ook een zoete likeur die masticha heet en gemaakt wordt door onder meer de firma Tetteris. Deze is erg gewild bij de Griekse vrouwen, hoewel ook veel mannen hem zeer waarderen. De mastieksmaak hiervan wordt door de suiker versterkt waardoor het een ideale toevoeging is aan gerechten die men een chiotakische smaak wil geven. Het etiket van de firma Tetteris toont het door enkele vrouwen sorteren en reinigen van de mastiekkorrels bij de boom.
Overigens wordt ook aan de Griekse harswijn retsina wel mastiekhars toegevoegd, hoewel het grootste deel van de hars die men toevoegt, dennenhars zou zijn.

## Lokale soorten

### Griekenland
In Griekenland wordt masticha sinds de Oudheid  geproduceerd op het eiland Chios. Het wordt traditioneel gezien geserveerd op feesten als dessertwijn of digestief. De drank heeft een ietwat zoete geur en een smaak gelijkend op drop.
De masticha uit Chios is de enige variant die beschermd wordt met BOB status (Beschermde oorsprongsbenaming). Het sap van de boom wordt 'tranen' genoemd en heeft de inspiratie gevormd voor folkloreverhalen. De productie van masticha loopt voor de lokale bevolking van Chios het hele jaar door en geschiedt nog altijd volgens 2.500 jaar oude tradities.

### Bulgarije
In Bulgarije is masticha een sterke drank met anijssmaak.
Volgende de Bulgaarse wet is "Masticha een alcoholische drank met minimum 47% alcohol.

### Turkije
Turkse raki bevat soms masticha.

## Voetnoten
1. ↑  "The Magic Tree - Marvelous Masticha", Epikouria Magazine, Fall/Winter 2005